# بورتوبيلو
بورتوبيلو هي مدينة ساحلية وكوريخميونتو في مقاطعة بورتوبيلو، محافظة كولون، بنما يبلغ عدد سكانها 4559 نسمة اعتباراً من عام 2010. أُنشِئت خلال الفترة الاستعمارية الإسبانية. تقع في الجزء الشمالي من برزخ بنما، ولها مرفأ طبيعي عميق وخدمت كمركز لتصدير الفضة قبل منتصف القرن الثامن عشر وتم تدميرها في عام 1739 خلال حرب أذن جينكنز.
أُعيد بناؤها ببطء وازدهر اقتصاد المدينة لفترة وجيزة في أواخر القرن التاسع عشر خلال بناء قناة بنما. في عام 1980 عيَّنت اليونسكو أنقاض التحصينات الاستعمارية الإسبانية، جنباً إلى جنب مع فورت سان لورينزو القريبة، كموقع للتراث العالمي، واسمه تحصينات على الجانب الكاريبي من بنما: بورتوبيلو-سان لورينزو.

## وصلات خارجية
- 2009 Festival de Diablos y Congos (in Spanish), Portobelo
- Devils' Dance celebration in Portobelo, Santiago and La Villa de Los Santos (in Spanish)
- Fortifications on the Caribbean Side of Panama: Portobelo-San Lorenzo on UNESCO World Heritage List
- Portobelo-San Lorenzo on Global Heritage Network